# Estació de Plaça de Maragall
|  | Per a altres significats, vegeu «Estació de Maragall». |

Maragall o Plaça de Maragall és una estació en construcció de la L9/L10 del metro de Barcelona. En aquesta estació del Tram 3 (Zona Universitària – la Sagrera) hi tindran parada trens de la L9 i la L10. No s'ha de confondre amb una altra estació pròxima anomenada Maragall on hi paren les línies L4 i L5.
Serà de tipus pou i se situarà a la plaça homònima, a la part oest del passeig de Maragall. Donarà servei a la zona compresa entre aquest passeig i l'avinguda Meridiana. A la zona hi ha habitatges, dues escoles: una de pública (Pompeu Fabra) i una de concertada (Ramon Llull) i el Mercat del Guinardó. L'estació disposarà d'un sol accés a la plaça de Maragall, d'ascensors i d'escales mecàniques.
La previsió inicial era obrir l'estació l'any 2007, però donats diversos contratemps es va anar endarrerint la data. El mes de juny del 2011 el Departament de Territori i Sostenibilitat de la Generalitat de Catalunya va anunciar que aquest tram, encara no construït, estava paralitzat temporalment mentre es buscava finançament, evitant al mètode alemany o peatge a l'ombra utilitzat a la resta de l'obra. La previsió actual és inaugurar-la l'any 2024, un any més tard de la posada en marxa del tram comú del túnel.
Article principal: L9 del metro de Barcelona
| Metro de Barcelona              |                                  |       |            |                        |
| Procedència/Destinació          | <                                | Línia | >          | Procedència/Destinació |
| Aeroport T1                     | Guinardó \| Hospital de Sant Pau | obres | La Sagrera | Can Zam                |
| Pratenc                         | Guinardó \| Hospital de Sant Pau | obres | La Sagrera | Gorg                   |
| Font recorregut: PDI 2009-2018. |                                  |       |            |                        |